# Valencia Basket Club 1997-1998
Questa voce raccoglie le informazioni riguardanti il Valencia Basket Club nelle competizioni ufficiali della stagione 1997-1998.

## Stagione
La stagione 1997-1998 del Valencia Basket Club è la 9ª nel massimo campionato spagnolo di pallacanestro, la Liga ACB.
Grazie alla sentenza Bosman, dalla stagione precedente, le società continentali approfittarono della possibilità di schierare un numero illimitato di giocatori comunitari, e gli stessi cestisti giovarono della più ampia libertà contrattuale loro concessa.

## Roster
Aggiornato al 7 gennaio 2025.
| Pamesa Valencia 1997-98 | Pamesa Valencia 1997-98 |
| Giocatori               | Staff tecnico           |
| ----------------------- | ----------------------- |

| N. | Naz.                                      | Ruolo | Nome               | Anno | Alt.   | Peso   |  |
| -- | ----------------------------------------- | ----- | ------------------ | ---- | ------ | ------ |  |
| 4  | Stati Uniti (bandiera)                    | AP    | Aaron Swinson      | 1971 | 196 cm | 101 kg |  |
| 5  | Spagna (bandiera)                         | AP    | Berni Álvarez      | 1971 | 195 cm | 94 kg  |  |
| 6  | Irlanda (bandiera)                        | C     | John Burke         | 1971 | 215 cm |        |  |
| 6  | Spagna (bandiera)                         | C     | Alfonso Albert     | 1973 | 210 cm |        |  |
| 7  | Spagna (bandiera)                         | G     | José Luis Maluenda | 1977 | 191 cm |        |  |
| 8  | Spagna (bandiera)                         | AC    | Jesús Fernández    | 1975 | 203 cm | 102 kg |  |
| 9  | Spagna (bandiera)                         | C     | Iñaki Zubizarreta  | 1972 | 207 cm |        |  |
| 10 | Stati Uniti (bandiera)                    | AG    | Tim Perry          | 1965 | 206 cm | 91 kg  |  |
| 11 | Spagna (bandiera)                         | P     | Nacho Rodilla      | 1974 | 192 cm | 87 kg  |  |
| 12 | Jugoslavia (bandiera) · Spagna (bandiera) | C     | Saša Radunović     | 1964 | 206 cm |        |  |
| 13 | Spagna (bandiera)                         | P     | César Alonso       | 1975 | 183 cm |        |  |
| 14 | Stati Uniti (bandiera)                    | G     | Reggie Fox         | 1967 | 191 cm |        |  |
| 15 | Spagna (bandiera)                         | G     | Víctor Luengo (C)  | 1974 | 196 cm |        |  |

| Allenatore                                                              |
| - Mihajlo Vuković                                                       |
| Assistente/i                                                            |
| - Fernando Jiménez Legenda - (C) Capitano - (IN) Inattivo - Infortunato |

## Mercato

### Sessione estiva
| Acquisti | Acquisti   | Acquisti         | Acquisti   | Acquisti |
| R.a      | Nome       | da               | Modalità   |          |
| -------- | ---------- | ---------------- | ---------- | -------- |
| G        | Reggie Fox | Gr. Rapids Hoops | definitivo |          |
| AC       | Tim Perry  | Ourense          | definitivo |          |

| Cessioni | Cessioni      | Cessioni           | Cessioni       | Cessioni |
| R.       | Nome          | a                  | Modalità       |          |
| -------- | ------------- | ------------------ | -------------- | -------- |
| G        | Eric Johnson  | Free agent         | fine contratto |          |
| AG       | Rubén Burgos  | Calpe              | prestito       |          |
| AG       | Johnny Rogers | Olympiakos         | fine contratto |          |
| C        | Terrell Bell  | Rockford Lightning | fine contratto |          |

### Dopo l'inizio della stagione
| Acquisti | Acquisti       | Acquisti   | Acquisti       | Acquisti   |
| R.       | Nome           | da         | Data           | Modalità   |
| -------- | -------------- | ---------- | -------------- | ---------- |
| C        | John Burke     | Free agent | settembre 1997 | definitivo |
| C        | Alfonso Albert | Ourense    | gennaio 1998   | definitivo |

| Cessioni | Cessioni        | Cessioni | Cessioni     | Cessioni    |
| R.       | Nome            | a        | Data         | Modalità    |
| -------- | --------------- | -------- | ------------ | ----------- |
| C        | John Burke      | Melilla  | gennaio 1998 | rescissione |
| AC       | Jesús Fernández | Alicante | marzo 1998   | rescissione |